# Польский сантехник
«Польский сантехник» (фр. plombier polonais, пол. polski hydraulik) — символический образ дешёвой рабочей силы из Восточной Европы, которая будет мигрировать в «старые» страны ЕС в результате принятия «Директивы по услугам на внутреннем рынке». Образ получил известность во Франции во время дискуссии вокруг референдума по Европейской конституции в 2005 году.

## История возникновения
Голландский политик Фриц Болькенштайн, создатель «Директивы», на пресс-конференции в провокационном ключе заявил, что предпочёл бы нанять польского сантехника, так как стало сложно найти работника для ремонта его второго дома на севере Франции. Это заявление вызвало большую дискуссию во Франции. Как символ дешёвой рабочей силы, которая хлынет во Францию после принятия Евроконституции, «польского сантехника» упоминал правоконсервативный политик Филипп де Вилье (в его заявлении фигурировал ещё и «эстонский архитектор», не получивший, однако, такой же популярности). В свою очередь, этот образ использовали и сторонники законопроекта, обвиняя его противников в ксенофобии.
Образ «польского сантехника» был «перехвачен» самой Польшей как ответ на традиционно болезненно переживаемую в этой стране полонофобию. Появился рекламный плакат для французских туристов, где сантехник (а впоследствии также плакат с медсестрой) на французском языке призывает их ехать в Польшу: «Я остаюсь в Польше, приезжайте сколько хотите!». В образе «сантехника» предстал манекенщик Пётр Адамский.
Образ использовался также как символ свободного рынка труда Швейцарской социалистической партией, обыгравшей лозунг из Манифеста коммунистической партии: «Plombiers de tous les pays, unissez-vous!» (Сантехники всех стран, соединяйтесь!).